# Joseph Maïla
Joseph Maïla est un universitaire franco-libanais né en 1948, professeur de géopolitique, sociologie politique et de relations internationales. Il est spécialiste du Moyen-Orient, de l'islam et de la sociologie des conflits. Il est le premier laïc à avoir occupé le poste de recteur en 2004 de l'Institut catholique de Paris. Il a travaillé pour le Vatican au titre du dialogue interreligieux et pour le ministère des Affaires étrangères français, à la tête d'un « pôle religions » en 2009 puis de la direction de la prospective jusqu'en 2012. Il enseigne actuellement à l'ESSEC.

## Biographie
Diplômé lauréat de l’Institut d'études politiques de Paris, Joseph Maïla est aussi titulaire d’un diplôme d’études approfondies (DEA) de sciences politiques et d’un DEA de droit international de l’université Paris-I. Il est également détenteur d'un doctorat en philosophie de l’université Paris-X obtenu en 1976 et d'un doctorat en sciences sociales de l’Institut catholique de Paris depuis 1992.
De 1977 à 1984, Joseph Maïla est vice-doyen de la faculté des lettres et des sciences humaines de l'université Saint-Joseph de Beyrouth. De 1997 à 2004, il est doyen de la faculté des sciences sociales et économiques de l'Institut catholique de Paris dont il devient le premier recteur laïc pour l'année académique en 2004. À la suite de tensions internes sur l'orientation à donner à « la Catho », estimant qu'il est « mis dans l’impossibilité de poursuivre (son) mandat » et victime d'accusations sur son incompétence supposée en matière de gestion, il est forcé de démissionner un an plus tard par l'archevêque de Paris, André Vingt-Trois,. Sa démission suscite l'incompréhension de la quasi-totalité des professeurs des différentes facultés de la Catho, et la décision de l'un d'entre eux (Jean Greisch) de démissionner à son tour, pour marquer son « désaccord profond » avec cette procédure.
En juin 2009, il est placé à la tête d'un « pôle religions » comptant six personnes, créé par le ministre Bernard Kouchner au sein de la direction de la prospective du ministère des Affaires étrangères français, pôle dont la vocation affichée est l'« observation et l'analyse des grandes tendances et mouvements qui affectent les religions à travers le monde ». De 2010 à 2012, il est à la tête de la direction de la prospective.
En septembre 2013, il est le candidat présenté par le Liban au poste de directeur général de l'Unesco. Depuis 2014, il est directeur du pôle « Géopolitique et médiation » de  l'Institut de recherche et d'enseignement sur la négociation à l'ESSEC.

## Autres fonctions
- Professeur invité au Centre d'études et de recherches internationales de l'Université de Montréal (Cérium)
- Éditorialiste au quotidien La Croix
- Membre du comité de rédaction de la revue Esprit
- Membre du comité de parrainage de la Coordination pour l'éducation à la non-violence et à la paix (anciennement Coordination française pour la Décennie internationale de promotion d'une culture de la non-violence et de la paix)
- Directeur du Centre de recherche sur la paix (CRP)
- Directeur de l'Institut de formation à la médiation et à la négociation (Ifomene) à l’Institut catholique de Paris

## Ouvrages
- J'ai déposé les armes : Une femme dans la guerre du Liban, préface du livre de Regina Sneifer, Éditions de l'Atelier, Ivry-sur-Seine, 2006.
- Le Grand Âge de la vie, en collaboration avec Maurice Godelier et François Jullien, éd. Presses universitaires de France, Paris, 2005.
- De Manhattan à Bagdad : Au-delà du bien et du mal, en collaboration avec Mohammed Arkoun, éd. Desclée de Brouwer, Paris, 2003.
- Iraq : les enjeux du conflit, éd. Desclée de Brouwer, Paris, 2003.
- Le conflit israélo-palestinien, en collaboration avec Daniel Lindenberg, éd. Desclée de Brouwer, Paris, 2001.
- « L'islam au XXe siècle : du réformisme à l’islamisme », in Encyclopédie des Religions, sous la direction de Frédéric Lenoir et Ysé Tardan-Masquelier, éd. Bayard, Paris, 1997.
- L'islam moderne : entre le réformisme et l'islam politique, éd. Bayard, Paris, 1997.
- The Taif Agreement: A Commentary, éd. Centre for Lebanese Studies, Oxford, 1993.
- The Document of National Understanding: A Commentary, éd. Centre for Lebanese Studies, Oxford, 1992.
- Les droits de l'homme sont-ils impensables dans le monde arabe ?, éd. Hachette, Paris, 1991.
- Hegel et l'islam, éd. Publications de l'université Saint-Joseph, Beyrouth, 1980.